# Enervie

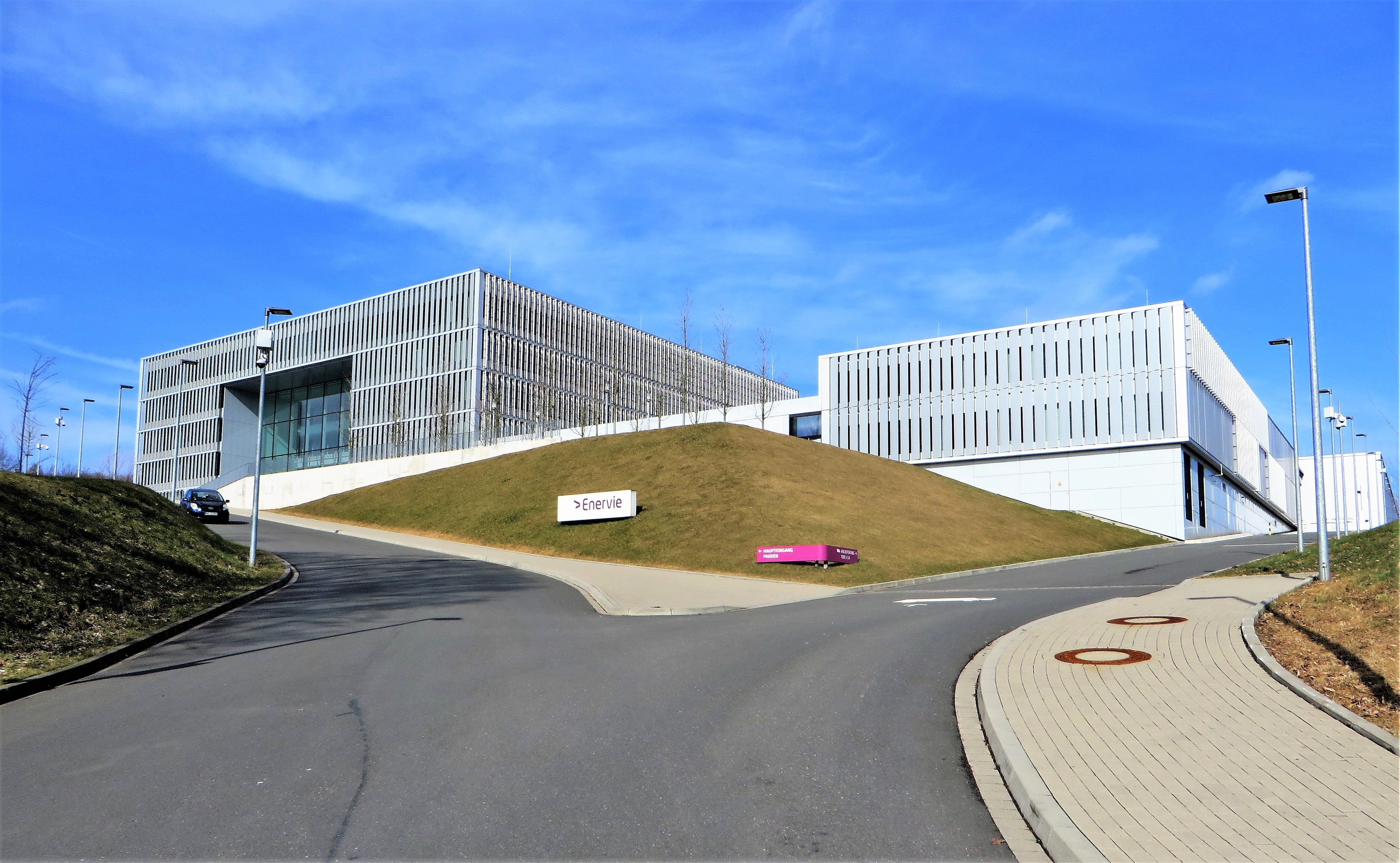
Enervie Verwaltung in Hagen

Die Enervie – Südwestfalen Energie und Wasser AG ist ein regionales Energieversorgungsunternehmen mit Sitz in Hagen. Er wurde im Juni 2006 als Zusammenschluss der Mark-E und der Stadtwerke Lüdenscheid gegründet und ist vorwiegend in der Region Südwestfalen, vor allem in Hagen, Lüdenscheid und Teilen des Märkischen Kreises aktiv. Der vorher unter SEWAG agierende Konzern tritt seit Februar 2010 unter der Marke Enervie (Eigenschreibweise ENERVIE) auf.

## Gesellschafter
Die drei größten Enervie-Gesellschafter sind die
- Stadt Hagen (42,66 %),
- Stadt Lüdenscheid (24,12 %) und
- Remondis Wasser und Energie (19,06 %).

Die verbleibenden 14,16 % verteilen sich auf verschiedene kommunale Aktionäre: Altena (4,40 %), Plettenberg (2,77 %), Halver (1,69 %), Schwerte (1,32 %), Bäderbetrieb Kierspe (0,84 %), Schalksmühle (0,79 %), Kierspe (0,78 %), Herscheid (0,75 %), Meinerzhagen (0,64 %) sowie Herdecke (0,17 %).

## Strukturdaten
Die Enervie lieferte ihren insgesamt fast 400.000 Kunden (Stand: 31. Dezember 2024) rund
- 4,5 Mrd. kWh elektrischen Strom,
- 3,4 Mrd. kWh Erdgas,
- 59 Mio. kWh Wärme,
- 16,7 Mio. m³ Trinkwasser.

Das Enervie-Leitungsnetz hat eine Länge von über 12.500 Kilometer. Gemäß den Unbundling-Vorgaben des Energiewirtschaftsgesetzes (EnWG) sind die Verteilnetze für Strom, Gas und Trinkwasser in die Netzgesellschaft Enervie Vernetzt (vormals: Enervie AssetNetWork GmbH) ausgegliedert. Die Tochtergesellschaft Mark-E betrieb zwischenzeitlich eigene Kraftwerke mit einer Erzeugungskapazität von insgesamt rund 1.300 MW (aus Erdgas, Steinkohle, Wasserkraft, Windenergie, Biomasse und Sonnenenergie). Mittlerweile hat sich das Unternehmen aber schritt- und teilweise aus der konventionellen Stromerzeugung zurückgezogen und verfügt nun noch über ein Kraftwerksportfolio von ca. 600 Megawatt. Über Mark-E hält Enervie auch 26 % am Kernkraftwerk THTR-300.

## Weitere Entwicklung
Die Südwestfalen Energie und Wasser hatte durch den Kauf der Nuon Deutschland mit damals ca. 300.000 Kunden ihren Geschäftsbereich zwischenzeitlich auch über Südwestfalen hinaus ausgedehnt. Der Verkauf der deutschen Vertriebstochter des niederländischen Energiekonzerns war eine Auflage der EU-Kommission für die Übernahme Nuons durch Vattenfall im Jahre 2009. Das seit dem 15. Juni 2010 als Lekker Energie firmierende Unternehmen beliefert private Haushalte in allen deutschen Metropolregionen sowie Industrie- und Geschäftskunden bundesweit mit Strom und Gas. Ab 2011 verkaufte Enervie jedoch zunächst einen 49-%-Anteil an Lekker Energie, im September 2013 auch die verbleibenden Anteile an die SWK (Stadtwerke Krefeld).
Die Enervie-Gruppe hat Anfang 2011 mit dem Mobilitätsdienstleister The Mobility House GmbH Deutschland eine strategische Partnerschaft zur Einführung von Elektromobilität geschlossen. Im Rahmen dieser Partnerschaft hat sich Enervie mit 20 % an der deutschen Tochter des europaweit aufgestellten Mobilitätsdienstleister The Mobility House beteiligt. Ziel ist, Wachstums- und Entwicklungspotenziale im Markt mit einer Kombination aus Elektrofahrzeugen, Ladeinfrastruktur und innovativen Mobilitätsprodukten zu realisieren.